# Argia vivida
Argia vivida är en trollsländeart som beskrevs av Hagen in Selys 1865. Argia vivida ingår i släktet Argia och familjen dammflicksländor. Inga underarter finns listade i Catalogue of Life.

## Bildgalleri

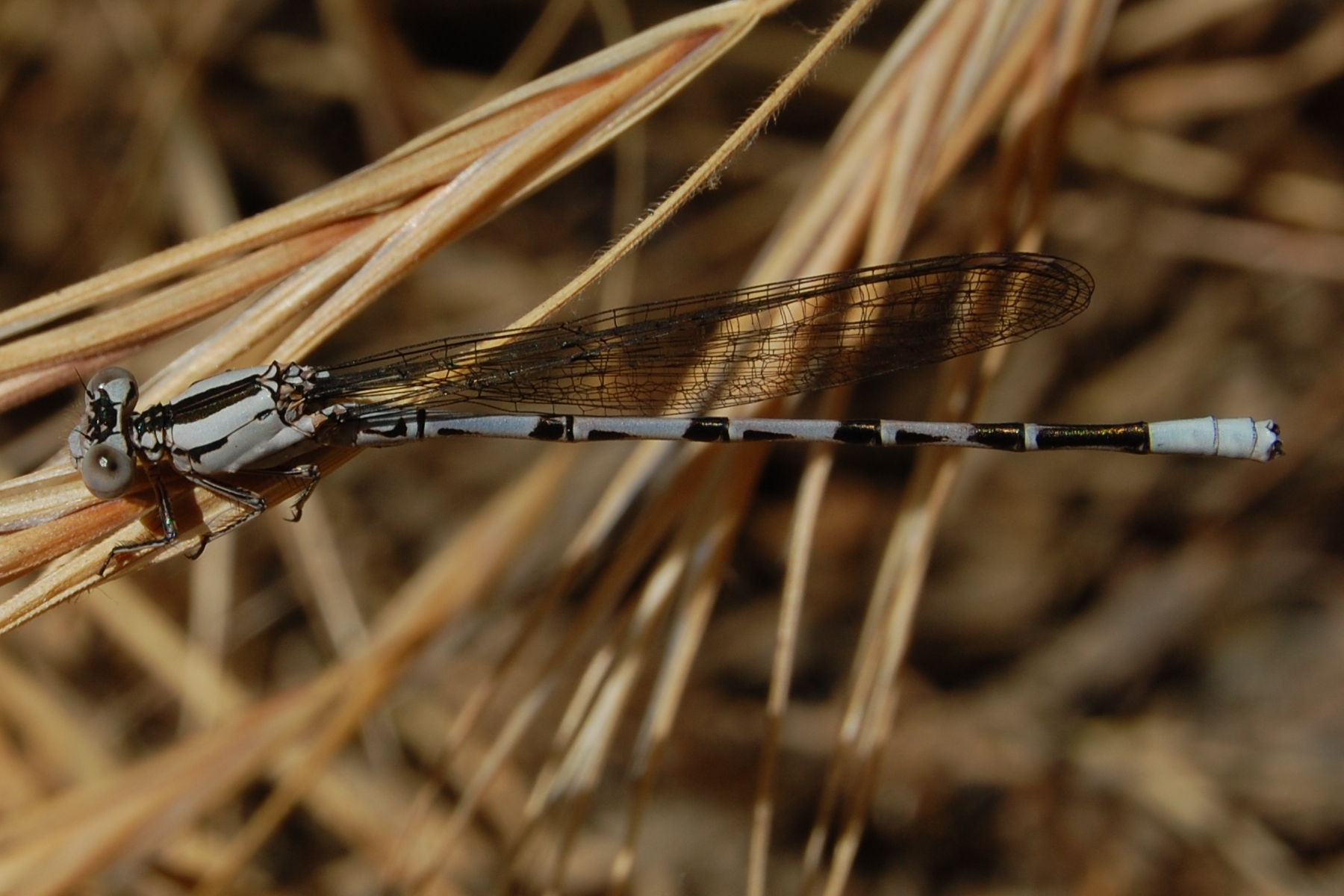
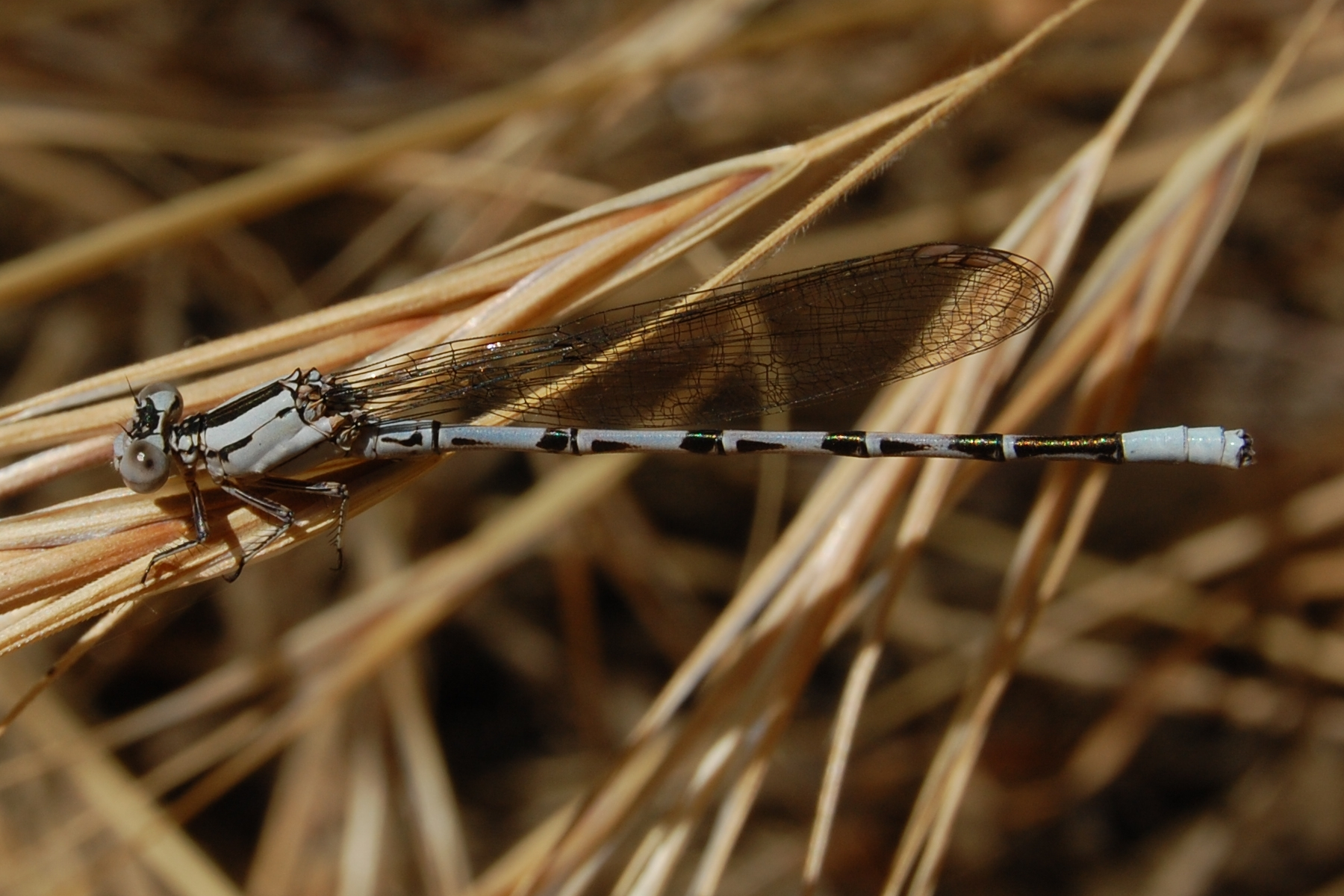